# Amélie Verdier
Pour les articles homonymes, voir Verdier.
Amélie Verdier, née le 1er juillet 1977 à Clichy (Hauts-de-Seine), est une haute fonctionnaire française.
Inspectrice générale des Finances, elle est notamment directrice de cabinet des ministres chargés du budget entre 2012 et 2014, directrice du budget entre 2017 et 2021, directrice générale de l’agence régionale de santé d’Île-de-France de 2021 à 2023, puis directrice générale des finances publiques à partir de mars 2024.

## Biographie

### Études
Amélie Verdier naît le 1er juillet 1977 à Clichy,. Après des classes préparatoires au lycée Henri-IV, elle effectue une licence d'histoire à l'université Panthéon-Sorbonne.
Elle entre ensuite à l'Institut d'études politiques de Paris d'où elle sort diplômée. En 2002, elle intègre l'ENA au sein de la promotion Léopold-Sédar-Senghor (2002-2004), qui compte également Emmanuel Macron.

### Carrière
En 2004, à la sortie de l’ENA, elle intègre l’inspection générale des finances, où elle exerce pendant trois ans. Elle travaille avec Didier Migaud et Alain Lambert au premier rapport sur la mise en œuvre de la loi organique relative aux lois de finances remis en novembre 2006. Entre 2005 et 2009, elle enseigne les finances publiques à Sciences Po. En 2007, elle intègre la direction du Budget. Elle y exerce successivement les fonctions de cheffe du bureau de la politique budgétaire, du bureau de l’emploi et de la formation professionnelle, puis elle est chargée de la sous-direction de la synthèse des finances publiques. Elle refuse trois propositions d’intégrer des cabinets ministériels sous le quinquennat Nicolas Sarkozy.
De 2012 à 2014, Amélie Verdier est nommée directrice de cabinet de Jérôme Cahuzac puis de Bernard Cazeneuve, ministres délégués chargés du Budget. Elle est également directrice de cabinet adjointe de Pierre Moscovici alors ministre de l'Économie et des Finances.
Auditionnée le 21 mai 2013 dans le cadre de la commission d'enquête parlementaire consacrée à l'affaire Cahuzac, Amélie Verdier, maintenue dans  ses fonctions de directrice de cabinet après la démission de Jérôme Cahuzac, soutient que les documents produits par Rémy Garnier sont « fantaisistes ».
En juin 2014, elle est nommée secrétaire générale de l'Assistance publique-hôpitaux de Paris (AP-HP). 
Le 21 décembre 2016, elle est nommée directrice du budget en conseil des ministres.
Le 28 juillet 2021, elle est nommée directrice générale de l’agence régionale de santé d’Île-de-France, à compter du 9 août 2021.
Le 28 février 2024, elle est nommée à la tête de la Direction générale des finances publiques (DGFiP), en remplacement de Jérôme Fournel, devenu directeur de cabinet du ministre de l'Économie et des Finances Bruno Le Maire.